# Fuera de control (película de 1998)
Fuera de control (título original: Blackout Effect) es un telefilme estadounidense de 1998 dirigido por Jeff Bleckner y protagonizado por Eric Stoltz y Charles Martin Smith.

## Argumento
Un choque frontal de dos aviones en los Estados Unidos ha causado la muerte de 185 personas. El gobierno ha enviado a John Dantley, uno de sus mejores expertos, para que descubra lo que ha sucedido, el cual está muy motivado a averiguar lo ocurrido, ya que entre los muertos estaba una amiga íntima suya. 
Durante la investigación Henry Drake, el controlador aéreo responsable, afirma ferveitnemente que los aviones desaparecieron de su pantalla minutos antes de la colisión, por lo que no pudo hacer nada para evitarlo y que no fue la única vez que eso ocurrió, mientras que la prensa y sus superiores acusan a Drake de haberse vuelto loco y haber provocado el accidente y todo apunta a que fue así. John Dantley decide investigar el asunto en profundidad para descubrir la verdad al respecto.
Durante la investigación descubre, que el jefe del lugar del control aéreo Frank Wyatt, con la ayuda de su subjefe Harold, no tomó en serio las advertencias de Henry Drake respecto a su pantalla y que eso causó el desastre aéreo cuando ocurrió otra vez en ese momento fatal y para encubrirlo hizo desaparecer las quejas documentadas que había hecho al respecto. Luego hizo la reparación a escondidas para luego mentir junto con su subjefe a los investigadores al respecto y convertir así a Drake en chivo expiatorio respecto al desastre y cerrar así el asunto.
Finalmente él puede poner las cosas en su sitio después de informar a Drake, que sabe de su inocencia, el cual, a causa de la persecución y el linchamiento mediático hacia él, estuvo cerca de enloquecerse al respecto. Después de enviar su informe con la esperanza de que actúen al respecto él se va del lugar hacia otro destino.

## Reparto
| Actor                | Personaje    |
| -------------------- | ------------ |
| Eric Stoltz          | John Dantley |
| Charles Martin Smith | Henry Drake  |
| Denis Arndt          | Frank Wyatt  |
| Leslie Hope          | Karen        |
| Lorraine Toussaint   | Kim Garfield |
| Andy Comeau          | Tim Connors  |
| Tucker Smallwood     | Harold       |

## Recepción
En el presente la película está siendo valorada por el portal de información cinematográfica IMDb. Con 503 votos registrados obtiene una media ponderada de 5,7 sobre 10.